# Marguerite d'Orléans (1869-1940)
 (juin 2018).
Si vous disposez d'ouvrages ou d'articles de référence ou si vous connaissez des sites web de qualité traitant du thème abordé ici, merci de compléter l'article en donnant les références utiles à sa vérifiabilité et en les liant à la section « Notes et références ».
Pour les articles homonymes, voir Marguerite d'Orléans.
Marguerite Marie Françoise Louise d'Orléans, née le 25 janvier 1869 à Morgan House (en), Richmond en Angleterre et morte le 31 janvier 1940 au château de la Forêt à Montcresson, est un membre de la Maison d'Orléans, fille de Robert d'Orléans (1840-1910), duc de Chartres, et de Françoise d'Orléans (1844-1925). Elle portait le titre de courtoisie de princesse d'Orléans.

## Biographie

### Jeunesse

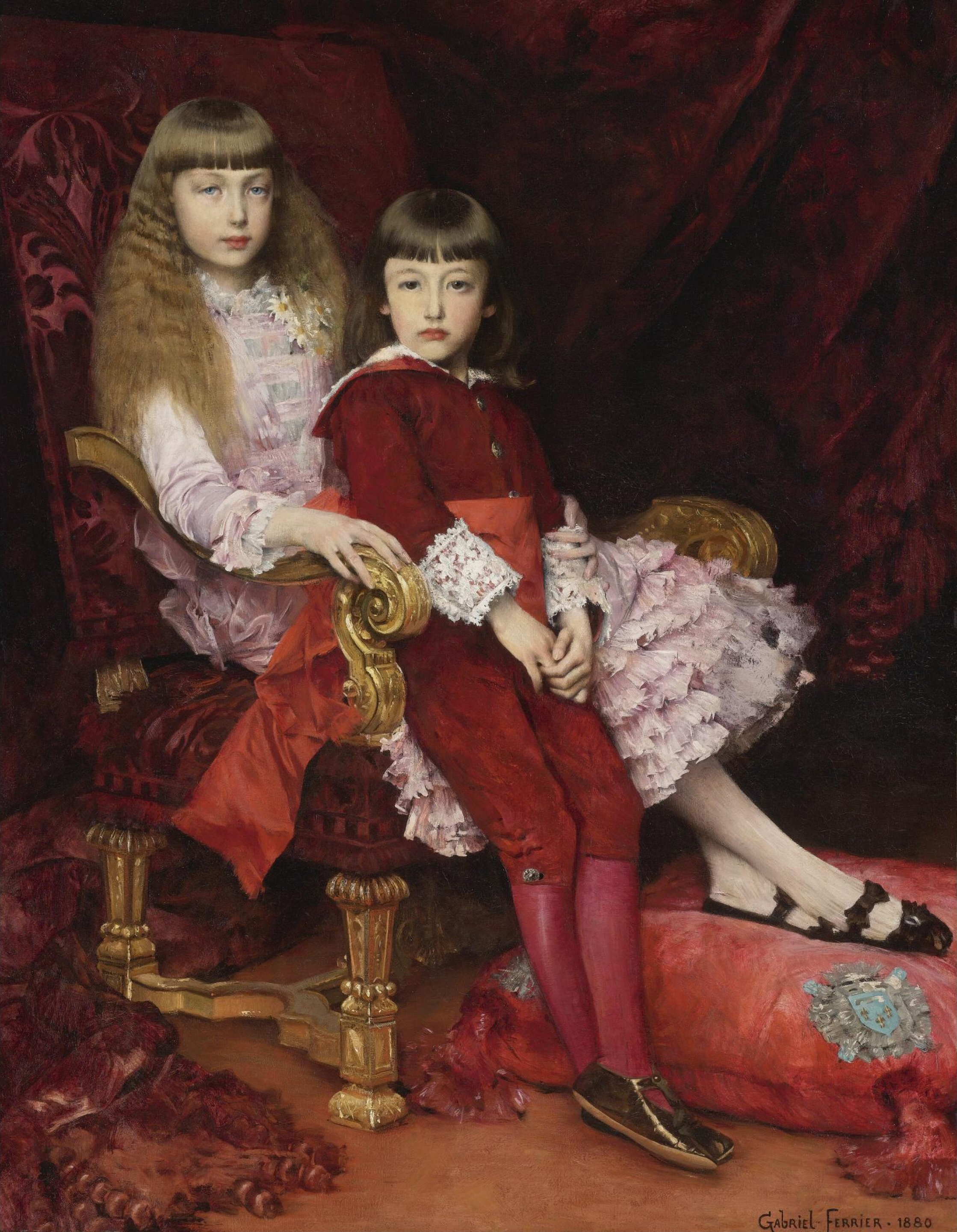
La future duchesse de Magenta avec son frère Jean d’Orléans, duc de Guise

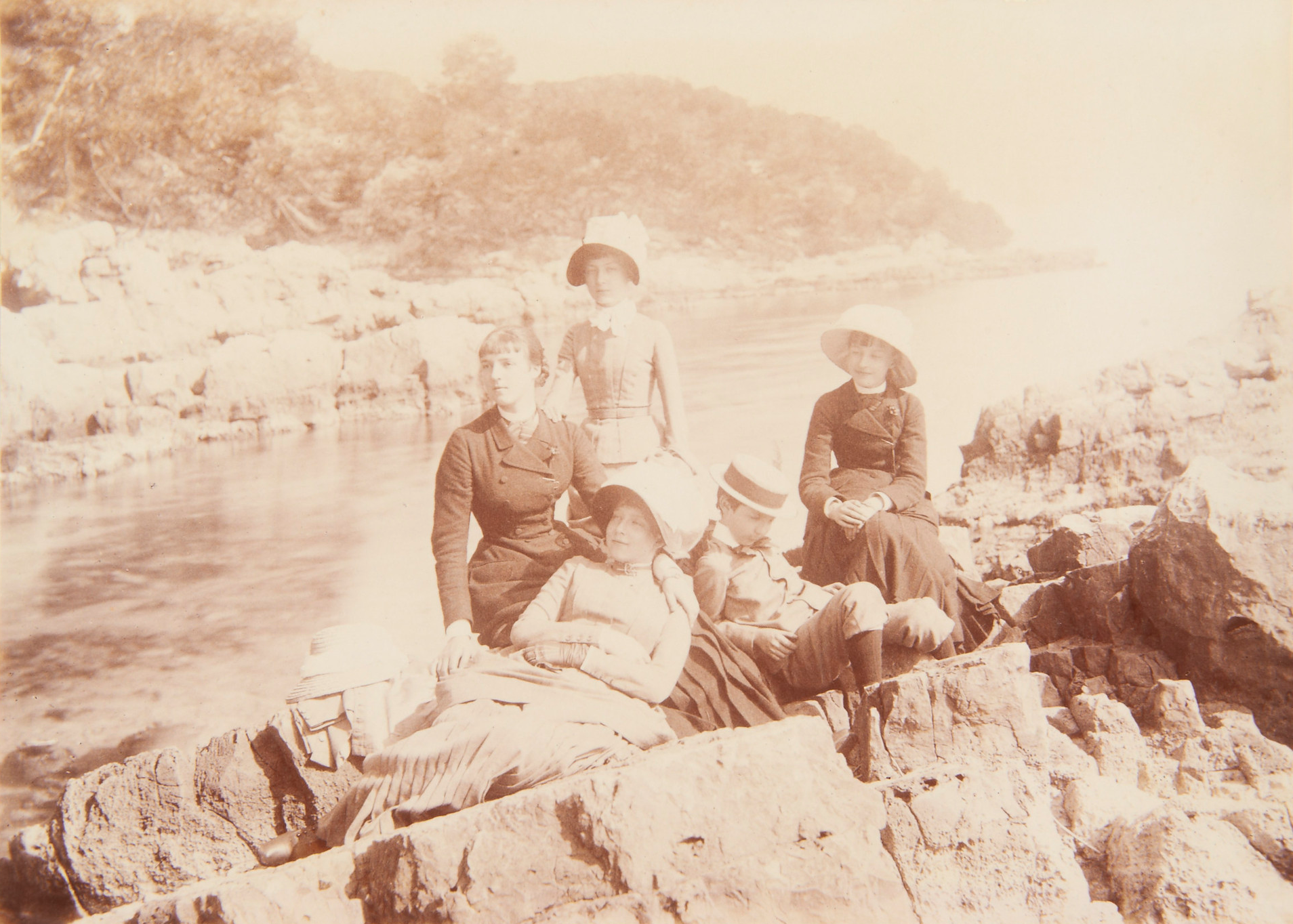
Les princesses Amélie et Hélène d'Orléans, filles du comte et de la comtesse de Paris, avec le prince Jean, la princesse Marie et la princesse Marguerite, enfants du duc et de la duchesse de Chartres (1884).

La princesse Marguerite d'Orléans naît le 25 janvier 1869 à Ham au sud-ouest de Londres au Royaume-Uni. Elle est la fille de Robert d'Orléans, duc de Chartres, et de son épouse et cousine germaine la princesse Françoise d'Orléans-Joinville. Par ses deux parents, elle est donc l’un des nombreux arrière-petits-enfants du roi des Français Louis-Philippe Ier et appartient à la maison capétienne d’Orléans. À sa naissance son oncle, le prince Philippe d'Orléans, est prétendant orléaniste au trône de France.
La princesse Marguerite passe sa petite enfance en Angleterre, où elle voit le jour, du fait de la loi d’exil qui touche sa famille depuis la révolution de février 1848. C’est seulement à partir de la loi d'abrogation du 8 juin 1871 que la princesse et sa famille peuvent revenir vivre en France.

### Mariage
Elle épouse Marie Armand Patrice de Mac Mahon, civilement le 22 avril 1896 à la mairie du 8e arrondissement de Paris et  religieusement le lendemain en la chapelle du château de Chantilly.
De cette union naissent trois enfants et plusieurs descendants :
1. Marie Élisabeth (19 juin 1899 - Lunéville † 28 septembre 1951 - Voreppe, Isère), mariée, le 22 septembre 1924 à Paris, avec Henri Marie Léon de Plan (6 novembre 1883 - Aix-en-Provence † 20 juin 1953 - château de la Forêt, Montcresson), comte de Sieyès, dont : postérité[3] ;
2. Amélie Françoise Marie (11 septembre 1900 - Lunéville † 30 mai 1987 - château de Rambuteau), titulaire de la Médaille de la Résistance, chevalier de la Légion d'honneur (3e génération), mariée, le 5 février 1921 à Paris, avec Almeric Philibert Marie Emmanuel Lombard de Buffières (29 août 1890 - Genève † 14 décembre 1944 - camp de concentration de Buchenwald), comte de Rambuteau, dont postérité ;
3. Maurice Jean Marie de Mac Mahon (13 novembre 1903 - Lunéville † 27 octobre 1954 - Évreux), 3e duc de Magenta (1927), 7e marquis d'Éguilly « dit de Mac Mahon », saint-Cyrien (1924-1926, promotion du Rif), marié, le 25 août 1937 au château de Sully, avec la comtesse Marguerite Riquet de Caraman-Chimay (29 décembre 1913 - Paris † 1er septembre 1990 - Nice), dont :
  1. Philippe Maurice Marie de Mac Mahon(15 mai 1938 - Paris † 24 janvier 2002 - Paris), 4e duc de Magenta, 8e marquis d'Éguilly « dit de Mac Mahon », marié (1°), le 15 février 1978 à Mollis (Suisse) (divorce en 1990) avec Claire-Marguerite Schindler (née le 1er août 1953 - Genève), marié (2°), le 4 mai 1990 à Londres, avec Amelia Margaret Mary Drummond (née le 2 juillet 1963 - Glencarse), fille du capitaine Humphrey Ap Evans (puis Drummond) et (Jean) Cherry Drummond of Megginch (1928 † 2005), 16e baronne Strange (en). Deux enfants de chaque mariage :
    1. Adélaïde Philippine Jeanne Marie (née le 3 octobre 1978 - Autun), mariée, le 3 avril 2004 à Lusigny (mariage religieux le 15 mai suivant en la basilique Sainte-Marie-Madeleine de Saint-Maximin-la-Sainte-Baume, avec Romain Armand Philippe Marie Joseph Pezet de Corval (né en 1979), dont postérité ;
    2. Éléonore Philippine Jeanne Marie (née le 18 novembre 1980 - Boulogne-Billancourt) ;
    3. Pélagie Jeanne Marie Marguerite Charlotte Nathalie (née le 24 juin 1990 - Sully-le-Château) ; épouse le 8 juillet 2023 à  Autun, ( 71014 ), Saone-et-Loire, Bourgogne-Franche-Comté, FRANCE  avec Amaury de Bourbon-Parme dont postérité
    4. Patrick de Mac Mahon (né le 30 mars 1992 - Beaune), fils du précédent, 5e duc de Magenta, 9e marquis d'Éguilly « dit de Mac Mahon » ;

  2. Nathalie Jeanne Marie (11 avril 1939 - Paris † 25 février 2006 - Évreux) ;
  3. Anne Monique Marie (9 août 1941 - Château de Sully † 11 avril 2003 - Neuilly), mariée, le 5 octobre 1963 (divorce le 22 mai 1985), avec Gérard Louis Jacques Arnould Thénard (né le 3 mars 1940 - Neuilly), baron Thénard ;
  4. Patrice Michel Marie (né le 11 septembre 1943 - Lausanne), marié, le 11 juin 1966 à Beaumont-le-Roger, avec Beatrix Bénigne Marie Anne de Blanquet du Chayla (née le 27 mars 1945 - Tain-l'Hermitage), dont :
    1. Diane Marguerite Marie (née le 18 septembre 1968 - Paris), personnalité de la télévision française, mariée le 17 mai 1991 (1°, divorce le 6 mars 1996) à Paradou, avec Frédéric Beigbeder (né le 21 septembre 1965 - Neuilly) ; mariée (2°) le 8 avril 2009 à Paris, avec Guillaume Durand (né le 23 septembre 1952 - Boulogne-Billancourt), dont postérité ;
    2. Élisabeth Jeanne Marie (née le 7 octobre 1970 - Paris), mariée, le 24 mars 2000 à Paradou, avec Philippe Edouard Bruno Lamblin (né le 12 décembre 1968 - Saint-Mandé) ;
    3. Sophie Jeanne Marie (née le 26 mai 1973 - Boulogne-Billancourt), mariée, le 11 juillet 1997 à Paradou, avec Esteban Juan Blanco y Theux (né le 1er juin 1966 - Valence (Espagne)) ;
    4. Amélie Marie Victoire (née le 12 mars 1976 - Boulogne-Billancourt), mariée, le 6 octobre 2007 à Paradou, avec Hubert Clicquot de Mentque (né le 6 octobre 1974 - Pau)

  5. Véronique Henriette Marie (née le 5 juin 1948, château de Sully), mariée, le 16 janvier 1971 à Paris (divorce en 1990), avec Pierre Jaboulet-Vercherre (né le 31 mars 1950 - Brooklyn, New York), dont postérité.

## Titres et prédicats
Les titres portés par les membres de la maison d’Orléans nés après 1848 n’ont pas d’existence juridique en France et sont considérés comme des titres de courtoisie. Ils sont attribués par l'aîné des Orléans.
- 25 janvier 1869 - 22 avril 1896 : Son Altesse Royale la princesse Marguerite d'Orléans
- 22 avril 1896 - 31 janvier 1940 : Son Altesse Royale la duchesse de Magenta